# Allocricetulus curtatus
Allocricetulus curtatus — вид гризунів у родині Cricetidae. Це один із двох членів роду Allocricetulus і зустрічається в Китаї та Монголії. Живе на піщаних дюнах у луках чи в напівпустелях. 

## Характеристики
Вага тіла становить від 30 до понад 70 грамів. Хвіст від 17 до 28 міліметрів. Верхня поверхня від носа до основи хвоста і з боків до вусів, щік, плечей і нижньої частини стегна рівномірно блідо-коричнево-жовта, жовтувато-сіра або кольору кориці і рівномірно вкрита тонкими волосками з чорними кінчиками. Посередині між оком і вушною раковиною вгору від горла до щоки тягнеться нечітка сірувато-біла смужка. Вуса і вузьке кільце навколо очей чорні.

## Спосіб життя
Цей вид будує неглибокі прості короткі нори з кількома входами. Їсть насіння, а іноді комахи. Створює запаси насіння в норах, щоб їсти протягом зими. Активний рано ввечері та вночі. Репродукція починається у квітні і є 2–3 виводки з 4–9 дитинчатами щороку.